# شادر السمك (فلم)
فيلم شادر السمك هو فيلم مصري بطولة الفنان أحمد زكي والفنانة نبيلة عبيد والفنان محمد رضا والفنانة خلود والفنان علي الشريف. وإخرج هذا الفيلم علي عبد الخالق. وهو من إنتاج عام 1986.

## قصة الفيلم
أحمد عامل بسيط الحال من أصل ريفي، الذي يعمل لدى «المعلم سويلم» في شادر السمك، ويقرر مساندة الأرملة الفقيرة «جمالات» على أباطرة السوق أمثال «عتريس»، و«صفوان»، و«سليم»، الذين يمنعونها من مزاولة البيع استناداً للقانون الذي يمنع البيع خارج الشادر تنمو مشاعر الإعجاب بين أحمد وجمالات ويتزوجا، ولكن عندما يبدأ بريق السلطة والنفوذ في اللمعان أمام عيني أحمد، تنتابه روح الأنانية المفرطة مع شريكة حياته جمالات، ويقوم بالعمل بمفرده في الشادر من خلال أموالها، حتى يزداد نفوذه مع مرور الأيام، وبصبح من كبار معلمي السوق الذين يُعمل لهم ألف حساب يزداد طغيان أحمد بالشادر بفرض سياسة الاحتكار على زوجته وكبار معلمي السوق، كما أنه يتنكر لمبادئه وأصله بتطليق جمالات، والزواج من «سوزي» ابنة أحد كبار رجال الأعمال النافذين.

### شخصيات الفيلم
- نبيلة عبيد (جملات)
- أحمد زكي (المعلم احمد أبو كامل)
- أمل عبدالجواد (ابنة جملات)
- شوقى شامخ
- محمد رضا
- علي الشريف
- خلود (سوزي)
- محمد أبو حشيش

## روابط خارجية
- شادر السمك على موقع IMDb (الإنجليزية)
- شادر السمك على موقع الدهليز
- شادر السمك على موقع قاعدة بيانات الأفلام العربية
- شادر السمك على موقع قاعدة بيانات الفيلم (الإنجليزية)
- شادر السمك على موقع ليتربوكسد (الإنجليزية)
- شادر السمك على موقع كينوبويسك (الروسية)